# Can Sila (Santa Pau)
Can Sila és un edifici de Santa Pau (Garrotxa) que forma part de l'Inventari del Patrimoni Arquitectònic de Catalunya.

## Descripció
És una gran casa de planta baixa i pis. S'ha reformat i reconstruït en diverses ocasions, la més important va ser la del 1960. Conserva únicament els carreus de la porta i les finestres.
Destaca la llinda molt ben conservada en la que es pot veure la inscripció del nom de l'amo, Thomas Ginestar, amb una enclusa i un martell, que denoten l'ofici de ferrer del propietari, i la data de 1758. Porta la inscripció "TOMAS	GINESTAR ME FECIT DIE 19 MAIG ANY 1759".

## Història
El carrer del Pont és destacable per les llindes. Correspon a l'ampliació urbanística del segle xviii des de la Porta de Vila Nova, avui plaça de Baix, vers l'antic hospital fora del recinte fortificat.